# Оттервілл (Іллінойс)
Оттервілл (англ. Otterville) — місто (англ. town) в США, в окрузі Джерсі штату Іллінойс. Населення — 87 осіб (2020).

## Географія
Оттервілл розташований за координатами 39°3′3″ пн. ш. 90°23′54″ зх. д. / 39.05083° пн. ш. 90.39833° зх. д. (39.050787, -90.398445).  За даними Бюро перепису населення США в 2010 році місто мало площу 2,62 км², уся площа — суходіл.

## Демографія
Згідно з переписом 2010 року, у місті мешкало 126 осіб у 42 домогосподарствах у складі 35 родин. Густота населення становила 48 осіб/км².  Було 52 помешкання (20/км²).
Расовий склад населення:
| - 99,2 % — білих - 0,8 % — корінних американців |

До двох чи більше рас належало 0,0 %. Частка іспаномовних становила 0,0 % від усіх жителів.
За віковим діапазоном населення розподілялося таким чином: 31,7 % — особи молодші 18 років, 52,4 % — особи у віці 18—64 років, 15,9 % — особи у віці 65 років та старші. Медіана віку мешканця становила 34,0 року. На 100 осіб жіночої статі у місті припадало 100,0 чоловіків;  на 100 жінок у віці від 18 років та старших — 87,0 чоловіків також старших 18 років.
Середній дохід на одне домашнє господарство  становив 36 318 доларів США (медіана — 23 438), а середній дохід на одну сім'ю — 43 151 долар (медіана — 31 875). За межею бідності перебувало 32,3 % осіб, у тому числі 50,0 % дітей у віці до 18 років та 30,8 % осіб у віці 65 років та старших.
Цивільне працевлаштоване населення становило 41 осіб. Основні галузі зайнятості: роздрібна торгівля — 24,4 %, транспорт — 12,2 %, освіта, охорона здоров'я та соціальна допомога — 12,2 %.